# Étretat

Étretat este o comună a departamentului Seine-Maritime, în regiunea Normandia din Franța.
Dacă pe vremuri Etretat era un modest sat de pescari, acum este o stațiune balneară de renume, situată la nord de Havre, în Normandia, pe litoralul Canalului Mânecii. Aspectul extraordinar și monumental al falezelor din cretă albă, aproape imaculată, și plajele sale cenușii asigură acestei stațiuni un loc important în turismul internațional. Pictori ca Gustave Courbet, Eugène Boudin sau Claude Monet au contribuit într-o mare măsură în a face această stațiune celebră, prin imortalizarea caracteristicilor sale specifice. Scriitori ca Gustave Flaubert și Guy de Maupassant au fost cunoscuți ai locurilor, în timp ce Maurice Leblanc a contribuit la dezvoltarea mitului acestui tărâm.
Zona falezelor din Étretat este cuprinsă în programul OGS (Opérations Grands Sites), condusă de către Ministerul Ecologiei și al Dezvoltării durabile.

## Geografie și geologie
Falezele din Étretat sunt constituite din calcar, mai exact din cretă. Se pot distinge aici straturi regulate de cremene, ceea ce explică prezența silexului pe plajă. Într-adevăr, calcarul și cremenele intră în contact direct cu apa mării care dizolvă calcarul, iar acțiunea valurilor face ca silexul să devină strălucitor. Mai este de notat absența gresiei, spre deosebire de nordul departamentului Seine-Maritime, în zona Dieppe, unde coasta este mai puțin înaltă. Mai în nord, înspre Tréport, la granița dintre Normandia și Picardia, găsim cele mai înalte faleze de calcar, ce pot atinge 110 m (90 m la Étretat). La poalele falezelor, se constată prezența grohotișului, ce provine din căderi de bucăți întregi de rocă calcaroasă. Într-adevăr, apa de ploaie se infiltrează în calcarul poros și roade astfel roca, acțiunea înghețului putându-se adăuga acestui fenomen destructiv. Prin comparație, deși acțiunea mării are și ea importanță în procesul de distrugere al falezelor prin erodarea bazei, impactul acesteia este mai mic. 
Existența a trei arcuri succesive: poarta Amont, poarta Aval și Manneporte nu este legată la origine de eroziunea maritimă, ci de acțiunea unui râu de coastă paralel cu plaja, care și-a săpat șanțul în faleză.

## Istorie
Conform descoperirilor arheologice, zona a fost populată încă din Antichitate. Cu toate acestea, nu se cunosc detalii legate de viața și rolul istoric al satului, nici măcar vechiul său nume. Activitatea a fost dintotdeauna legată de pescuit, înainte de dezvoltarea satului ca stațiune balneară in secolul al XIX-lea și înainte de dispariția pescarilor la sfârșitul secolului al XX-lea. O veche legendă atribuie fondarea satului vikingilor.

## Origini
În Antichitate, Étretat era legat de Jvliobona sau Iuliobona (Lillebonne) printr-un drum roman. Mai multe urme ale acestui trecut galo-roman au fost regăsite: un apeduct de trei kilometri distrus în prima jumătate a secolului al XIX-lea, monede, vaze, un cimitir de incinerare relativ modest de cinci-șase urne din pământ ars împreună cu farfurioare din pământ roșu și cuie de fier. Mai apoi, starețul Cochet a mai descoperit patru noi sepulturi cu optsprezece vase. Ca și în alte cazuri, aceste obiecte și infrastructuri caracteristice civilizației romaine nu indică prezența romanilor, ci conversia progresivă a populațiilor celtice la civilizația romană, privită de către elite drept una mai rafinată. Printre altele, notăm faptul că nu s-a descoperit niciodată vreun mormânt al unui militar roman sau vreo tabără romană datând din Haut Empire in această zonă.
În grădina parohială, exista un alt cimitir acoperind ruine ale epocii romane. Acesta datează din epoca dinastiei merovingiene si regrupa, între altele, morminte de militari, ca adesea în regiune, care au livrat: agrafe de bronz, plăci de centuri.